# V509 Кассіопеї
V509 Кассіопеї (V509 Cas або HR 8752) — змінна зоря у сузір'ї Кассіопеї, належить до класу жовтих гіпергігантів, разом із ρ Кассіопеї.
HR 8752 розташована на відстані близько 4500 світлових років від Землі. Вона має видиму зоряну величину, яка змінювалася від менш як +6 (в історичні часи) до піку +4,6 і тепер становить близько +5,3. Класифікується як напівправильна змінна зоря (типу SRd). Вона зазнає значної втрати маси внаслідок своєї швидкої еволюції і нещодавно пройшла через жовтий еволюційний провал (англ. yellow evolutionary void), викинувши протягом лише 20 років речовину масою до однієї маси Сонця.
На основі надлишку кольору в ультрафіолеті, 1978 року у зорі було виявлено гарячий супутник головної послідовності (B1V).

## Спостереження

### Яскравість
HR 8752 — це зоря, яка видима неозброєним оком, але вона не має позначення Байєра або Флемстида, і до 19-го століття її не включали в каталоги. Коли вона була вперше включена до каталогу обсерваторії Редкліфф 1840 року, зоря мала шосту зоряну величину, і вважається, що до того вона була такою ж (або тьмянішою). Зоря має коливання блиску з періодом близько року, але середня яскравість неухильно зростала, досягнувши в 1950-х роках величини +5.0.
До 1973 року яскравість зросла до величини +4,75, але точний початок цієї події впевнено не спостерігався. Зорю вивчали значно детальніше. У 1976 році її яскравість досягла максимуму +4,6, потім до 1979 року швидко зменшувалась до +4,9, а протягом наступного десятиліття коливалась між величинами +4,75 і +4,85. Відтоді яскравість в цілому зменшувалася, з нерегулярними варіаціями менше однієї десятої величини, до величини +5,3 в 2000 році і, можливо, стабілізувалася на цьому рівні.
Є історичні записи про нові зорі у Кассіопеї, які могли б бути попереднім спалахом HR 8752, але такий зв'язок дуже спекулятивний.

### Спектр
Спектральні класи та кольорові порівняння для HR 8752 регулярно робилися більше століття. Зорю визнали дещо незвичною і, ймовірно, дуже світлою, але не змінною. Фактично її було запропоновано як спектральний стандарт для типу G0Ia.
Колір зорі, виміряний за допомогою різниці між синьою та візуальною величинами (B-V), міг дещо зменшитися приблизно з 1,2 у 1900 році до 0,8 у 1960-х. Вимірювання різних епох не завжди калібруються до однакових спектральних смуг, і значення слід уточнювати з врахуванням почервоніння внаслідок міжзоряного поглинання, але невеликі зміни відповідають записам спектру і вважаються реальними. Колір 1973 року різко почервонів до значення B − V, що дорівнює 1,6 величини, потім до 2000 року швидко скоротився до 0,02, і відтоді залишався практично незмінним. Дані детальних спостережень, доступні з 1960 року, також демонструють швидкі коливання кольору приблизно на 0,2 величини на масштабах від 1 до 5 років, що накладаються на загальні тенденції.
Спектральний клас зорі за той же період змінювався з гіпергіганта G0 (на початку 20-го століття) до раннього класу K (1973 року), а потім швидко повернувся до G0 (1977 року), продовжив зростати і досяг A6 Ia+ 2011 року. Ці спектральні класи сумісні зі спостережуваними змінами кольору, що вказує на зміну температури зорі або її щільний вітер. Спектр містить лінії випромінювання азоту та гелію з незвичайними профілями P Лебедя, у тому числі «зворотнього P Лебедя» та профілі з двома вершинами. Заборонені лінії N II та H α —лінія з трьома піками різко посилилися з 1993 року, а також змінилися профілі, що свідчить про зміни навколозоряної речовини, яка ймовірно була викинута з зорі.

## Характеристики
Схоже, що HR 8752 не просто змінює блиск і коливається в температурі й розмірі, як більшість нестабільних зір, але насправді переживає світський еволюційний перехід від більш прохолодної до гарячої температур.
Температуру можна з деякою точністю оцінити за спектральними і кольоровими спостереженнями. Розрахована ефективна температура зросла з 4500 К (1900 року) до 5000 К 1960 року. У той час яскравість зорі становила близько 243 000 світності Сонця, а радіус — близько 680 радіусів Сонця.
Потім зоря непередбачувано коливалася до 1973 року, коли вона швидко розширилася й охолодилась. Детальний спектральний аналіз 1977 року показав низьку температуру 4 000K, з піковою яскравістю 1976 року у 400 000 світності Сонця і радіусом понад 900 радіусів Сонця. Розрахункове значення поверхневої гравітації на той час становило log (g) = — 2, що вказує на те, що видима поверхня була ефективно від'єднана від зорі. Потім зоря швидко повернулася приблизно до своєї попередньої температури у 5000 К, з яскравістю 316 тисяч світності Сонця і радіусом 776 радіусів Сонця.
Починаючи з 1985 року, HR 8752 почала вражаючу зміну: за період до 2000 року температура зросла до 8000 К, радіус зменшився до 400 радіусів Сонця, а світність — до 213 000 світності Сонця. Відтоді фізичні параметри стабілізувалися, хоча зоряний вітер продовжує змінюватися. Поверхнева гравітація повернулася до більш нормального значення для яскравого надгіганта — близько log (g) = 1,0. Ця зміна означає, що за кілька десятиліть зоря пройшла через смугу нестабільності на діаграмі H — R, де не спостерігається зір, — тобто еволюційну зміну, яка досі не спостерігалася у жодної іншої зорі.
Оцінка вмісту хімічних елементів, отримана зі спектру, вказує на приблизно сонячну металічність, хоча кількість деяких елементів підвищена з огляду на еволюційну стадію HR 8752.

## Стадія еволюції

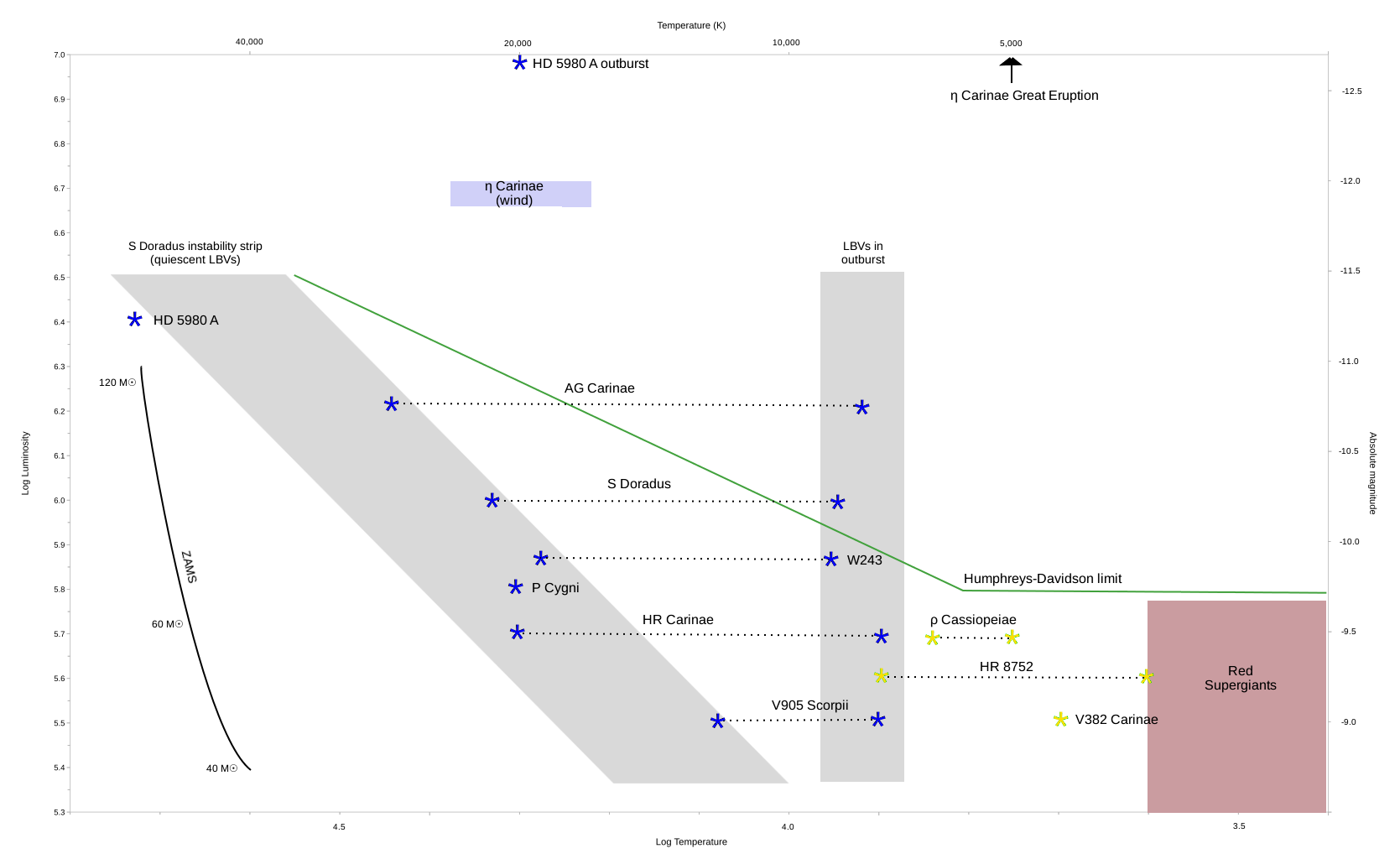
HR 8752 в порівнянні з іншими жовтими гіпергігантами і яскравими блакитними змінними

До 1973 року HR 8752 була прохолодним жовтим гіпергігантом раннього спектрального класу G. Після драматичного скидання її зовнішніх оболонок, вона стала гіпергігантом середнього спектрального класу А і не очікується, що зоря повернеться до свого холодного стану. Моделі для зір, які на початку головної послідовності (ZAMS, англ. zero age main sequence) мають масу 25-40 M☉ показують, що вона здійснила перетин смуги нестабільності («жовтого еволюційного провалу») спочатку в бік нижчої температури, а потім — назад, у бік вищої температури. Жовтий еволюційний провал отримав таку назву тому, що в цій частині діаграми H — R відомо дуже мало зір. Ймовірно, це відбувається тому, що еволюція зір із такими параметрами є надзвичайно швидкою, можливо навіть майже миттєвою (в астрономічних термінах).
Перший перехід жовтого еволюційного провалу (від високої температури до нижчої) є дуже швидким, але зоря зберігає цілісність. Другий перехід (повернення до вищої температури після існування як жовтий гіпергігант), передбачає перетин регіону, або, можливо, двох регіонів, де зоря є дуже нестабільною, що, як очікується, спостерігається як епізоди значної втрати маси. HR 8752 перетнула першу з двох основних смуг нестабільності і, як очікується, буде мігрувати до ще вищої температури протягом тисячі років. На основі спостережень поточна маса HR 8752 зараз оцінюється у 11 M☉ (при початкових 25 M☉), і, ймовірно, вона стане яскравою блакитною змінною відносно низької яскравості, перш ніж еволюціонувати далі в зорю Вольфа-Райє.
Остаточна доля всіх масивних зір — це колапс ядра і спалах наднової якогось типу. Вважається, що зоря масою менше близько 20 M☉ спалахне у вигляді наднової II типу з червоного супергіганта-попередника. Масивніші зорі еволюціонують у зорі Вольфа — Райє, перш ніж вибухають як наднова типу Ib або Ic. Для деяких проміжних мас вважається, що зорі зазнають колапсу ядра на стадії жовтого гіпергіганта або яскравої блакитної змінної, в результаті чого з'являється наднова типу IIb або, можливо, IIn. HR 8752 може бути такою зорею, тоді вона спалахне раніше, ніж перейде до наступного еволюційного стану.

## Подвійність
HR 8752 має супутника. Вимірювання спектрального розподілу ультрафіолету показує надлишок, який відповідає випроміненню зорі головної послідовності спектрального класу В1. Абсолютна зоряна величина супутника оцінюється у -4,5, тобто, приблизно в 40 разів слабше, ніж головної зорі у видимому світлі. Попри те, що зорі мають бути розташовані досить близько одна від одної (<1400AU), у спектральних лініях головної зорі не було виявлено відхилень від радіальної швидкості, і не спостерігається ніяких ліній, які можна було б віднести безпосередньо до супутника. Спостережуваний спектр може бути переважно від оболонки, що оточує обидві зорі. Було висловлено припущення, що деякі зміни в профілях спектральних ліній обумовлені варіаціями зіткнення зоряних вітрів або порушенням попередньо викинутої речовини, що виникли під час проходу супутником періастра.